# Wallanlage Schoissenkager
Die Wallanlage Schoissenkager befindet sich im Gemeindeteil Schoissenkager der niederbayerischen Gemeinde Hausen im Landkreis Kelheim. Die Anlage liegt ca. 750 m nordöstlich von Schoissenkager und wird als „Wallanlage vor- und frühgeschichtlicher Zeitstellung“ unter der Aktennummer D-2-7137-0083 im Bayernatlas aufgeführt. 

## Beschreibung
Die Höhenburganlage besteht aus einem 60 m in Ost-West-Richtung weisenden geraden Wall, der eine Basisbreite von 10 – 12 m aufweist und auf der Südseite eine Höhe von 0,8 und auf der Nordseite eine Höhe von 1,2 m besitzt. Grabenspuren sind nicht vorhanden. Dem Wall wird eine Funktion als Wegsperre zugeschrieben. Allerdings verläuft er in Bezug auf die aus frühmittelalterlicher Zeit stammenden Trasse von Siegenburg nach Regensburg in einem spitzen Winkel, konnte also nur bei einer Gefahr aus Norden eine Schutzfunktion wahrnehmen.

## Geschichte
Die Errichtung wird auf das 10. oder 11. Jahrhundert datiert. Urkundliche Nachweise zu dieser Wehranlage liegen nicht vor. In den Flurnamen Halburg und Burglohe ist noch eine Erinnerung an die Anlage enthalten.